# Pet therapy

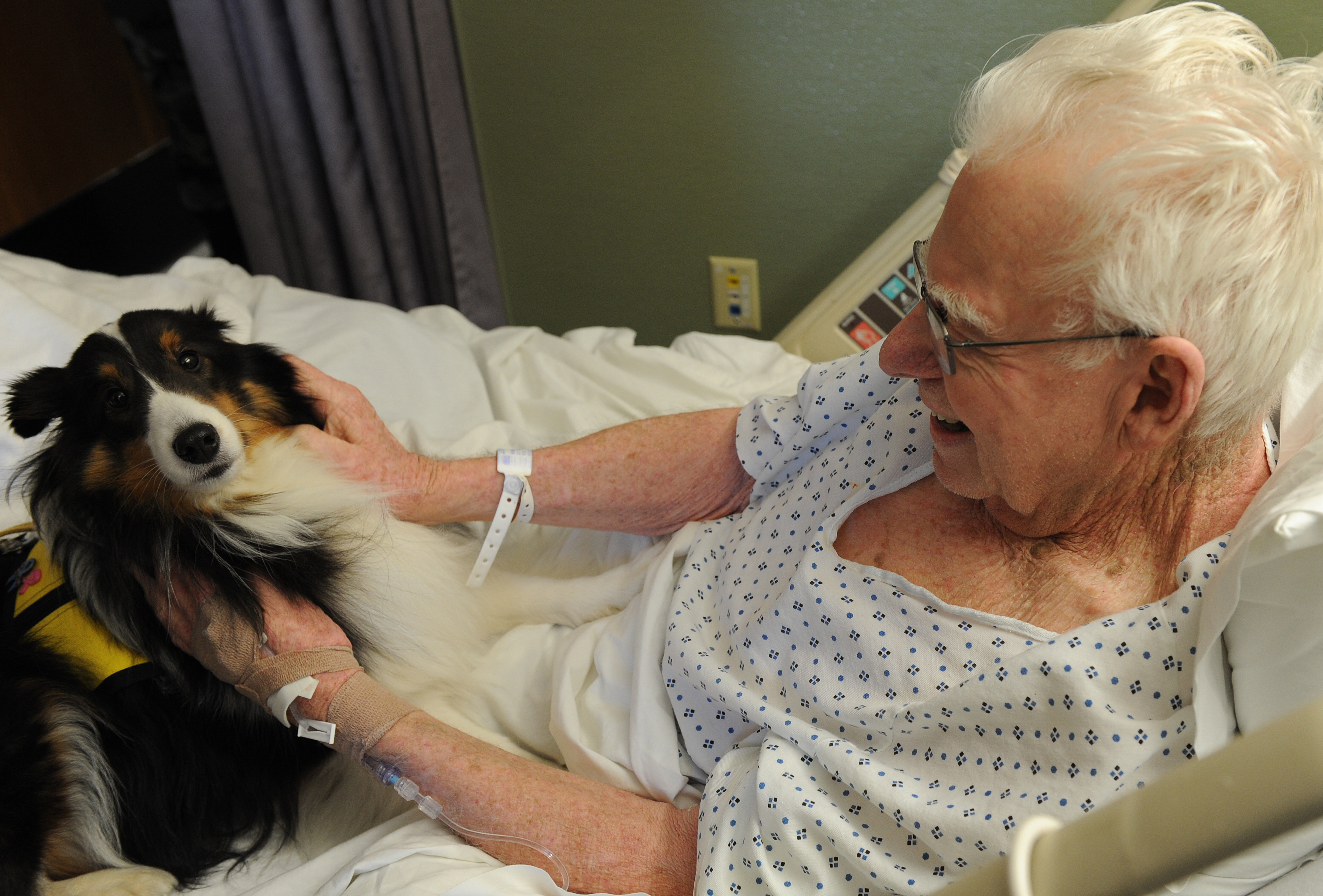
Relazione tra un cane e un paziente ospedaliero

La pet therapy, o in italiano zooterapia, è ogni genere di terapia che coinvolge animali da affezione come intervento sussidiario a sostegno delle cure tradizionali, dei trattamenti e degli interventi socio-sanitari già in corso.
L'assistenza di animali da affezione può essere impiegata su pazienti di qualsiasi età e affetti da diverse patologie con l'obiettivo di miglioramento della qualità di vita dell'individuo e del proprio stato di salute, rivalutando, nel contempo, il rapporto uomo-animale. Ulteriore scopo di queste co-terapie è quello di integrarsi con le normali attività terapeutiche facilitando l'approccio delle varie figure medico-sanitarie e riabilitative, soprattutto nel caso in cui il paziente non dimostri collaborazione spontanea. La presenza di un animale permette in molti casi di consolidare il rapporto emotivo con il paziente, favorendo il canale di comunicazione paziente-animale-medico e stimolando una partecipazione attiva del soggetto stesso.
La pet therapy viene intesa come un intervento dolce che stabilisce armonia tra uomo e natura apportando grandi benefici all'uomo. Spesso viene definita come un complessivo progetto di Interventi Assistiti con gli Animali (IAA).

## Storia
La storia dell'uomo e del suo rapporto con gli animali risale alle epoche preistoriche, periodi della vita umana dove l'individuo se ne serviva per lavorare, per procurarsi il cibo, per controllare i propri greggi e armenti.
In altre epoche l'animale, portatore di grande energia e potere, veniva sfruttato per rituali di guarigione o in occasioni ludiche, sacre e religiose.
Nel 1792 in Inghilterra, presso il York Retreat Hospital, lo psicologo William Tuke incitò i pazienti malati mentali a interagire e a prendersi cura di piccoli animali. Ciò favorì un migliore autocontrollo del paziente e scambio affettivo.
A metà del 1800, in Germania, presso il Bethel Hospital, si studiarono i comportamenti di alcuni malati epilettici e disabili che nel loro quotidiano entravano in contatto con alcuni gatti, cani, cavalli e altri piccoli animali.
Nel 1875, in Francia, il medico Chessigne prescrive per la prima volta l'equitazione per persone affette da problemi neurologici.
Entrati nel XX secolo la pet therapy cominciò ad assumere una certa importanza nel miglioramento del comportamento dei pazienti. Nel 1919, dopo la fine della prima guerra mondiale, negli Stati Uniti d'America, al St. Elisabeth's Hospital, vennero usati i cani per curare i malati di schizofrenia e depressione.
Nel 1953 il neuropsichiatra infantile Boris Levinson constatò che prendersi cura di un animale può aiutare a calmare l'ansia, trasmettere calore affettivo e aiutare a superare lo stress e la depressione. ovvero da accarezzare e coccolare, azioni che procurano un piacevole contatto fisico, ovvero uno dei principali fattori di comunicazione interpersonale e interspecifica, andando a stimolare la creatività, la curiosità e la capacità d'osservazione, soprattutto nei bambini.
Levinson, proprietario del cane Jingles, rilevò fortuitamente i benefici su un bambino autistico nella sua relazione quotidiana con il cane stesso che gli apportava rilassamento e distrazione rispetto a quando non interagiva con l'animale. Questa esperienza segnò l'avvio di approfondite ricerche, studi e attività molteplici. Nel 1961 Levinson pubblicò il suo famoso libro The Dog as Co-Therapist, in cui per la prima volta si fece cenno alla pet therapy, mentre nel 1975 i coniugi Corson, entrambi psichiatri americani, che avallavano le teorie e gli studi di Levinson, pubblicarono la Pet Facilitated therapy.
Erika Friedman, nel 1977, rivolse particolare attenzione a un gruppo di persone che avevano superato un infarto notando una positiva relazione tra chi possedeva un animale da compagnia e l'essere sopravvissuto all'attacco di cuore. La studiosa rilevò come la vicinanza dell'animale favorisse il rilassamento del soggetto diminuendo la possibilità di infarto cardiaco.
Nel 1997 venne fondata in Australia la Delta Society, che si occupa di studiare gli effetti terapeutici legati alla compagnia degli animali.

### In Italia
La pet therapy prese piede in Italia verso la fine degli anni '80 con alcuni convegni e conferenze sul tema.
Nel 2002 venne pubblicata la Carta Modena: Carta dei valori e dei principi sulla pet relationship. Questo lavoro vide la partecipazione dei massimi esponenti, esperti ed Enti in materia di relazione uomo-animale e dei diritti da salvaguardare di entrambe le parti.
Risale al 6 febbraio 2003 l'accordo del Ministro della Salute, le Regioni e le Province Autonome di Trento e di Bolzano in materia di benessere degli animali da compagnia e pet therapy.
Sempre nello stesso anno la regione Marche dà inizio ai primi progetti sperimentali con la pet therapy, fino alla creazione della prima cooperativa sociale (la Pet Village) dedicata completamente a questo tipo di attività.
Nel maggio del 2005 il Veneto pubblicò le linee guida sugli interventi assistenziali e terapeutici che prevedono il coinvolgimento degli animali.
Il 21 ottobre 2005 venne pubblicato il documento del comitato nazionale per la bioetica: “Problemi bioetici relativi all'impiego di animali in attività correlate alla salute e al benessere umani”.
Tra le direttive più significative possiamo citare quelle del 2007 dall'IAHAIO, che ha elaborato e approvato delle Linee guida scaturite dall'undicesima conferenza mondiale sulle interazioni uomo-animale di Tokyo.
Con il decreto del 18 giugno 2009 il Ministero del Lavoro, delle Politiche Sociali e il Ministero della Salute: “Istituzione di nuovi Centri di referenza nazionali nel settore veterinario”.
Il 25 marzo 2015 venne emesso l'accordo, ai sensi degli articoli 2, comma 1, lettera b) e 4, comma 1 del decreto legislativo 28/08/1997, n. 281 tra il Governo, le Regioni e le province autonome di Trento e di Bolzano sul documento recante “Linee guida nazionali per gli interventi assistiti con gli animali (IAA)”.
Il 22 luglio 2016 il ministero della salute pubblicò il Piano Nazionale Integrato 2015-2018 sugli interventi assistiti con gli animali ribadendo l'importanza di promuovere e potenziare i vari interventi e collaborazioni nella pet therapy.
Oggi gli IAA trovano ampia applicazione in svariati settori socio-assistenziali, tra i quali: case di riposo, ospedali, comunità di recupero, centri socio-educativi e riabilitativi, carceri, comunità per minori, scuole di ogni ordine e grado, centri di aggregazione vari, centri di persone diversamente abili e con patologie psichiatriche e ludoteche.

## Benefici
La pet therapy determina dei benefici in molteplici domini:
- Cognitivo:  favorisce il superamento dell'egocentrismo, lo sviluppo dell'autostima e di un'immagine positiva di sé.
- Comportamentale: favorisce la riduzione dell'aggressività e dell'iperattività, il rilassamento corporeo e migliora l'adattamento dell'individuo nei contesti in cui opera.
- Psicosociale: miglioramento delle abilità sociali e relazionali.
- Psicomotorio: migliora il mantenimento della postura, le abilità motorie inclusa la motricità fine e stimola il rafforzamento del tono muscolare.
- Emozionale: favorisce la riduzione dello stress e dell'ansia, e un miglioramento generale dell'umore. Studi scientifici hanno mostrato come il contatto fisico con un animale induca una riduzione, nel sangue, dei livelli degli ormoni responsabili della risposta allo stress (cortisolo) e causa inoltre un aumento delle quantità di ormoni e neurotrasmettitori in grado di determinare emozioni positive (endorfine e dopamina) e stimolando l’ossitocina, un neuropeptide secreto dall’ipotalamo.[9]

### Teoria di Levinson

#### Effetti terapeutici
Questa teoria nasce da un evento casuale e fortuito. Nel 1953 Levinson aveva in cura un bambino autistico che era stato sottoposto a molte cure senza però trovare alcune risposte o progressi alla sua malattia. Un giorno, i genitori del bambino accompagnarono il figlio alla seduta con un leggero anticipo rispetto all'orario prefissato. In quel momento, Levinson era talmente impegnato in un altro lavoro che fece accomodare la famiglia nel suo studio dimenticandosi di fare uscire il suo cane Jingles. Non appena il cane vide quel bambino, la bestiola si diresse verso di lui e cominciò a leccarlo. Il piccolo non mostrò alcun tipo di timore o paura, ma anzi ne fu talmente conquistato che cominciò ad accarezzarlo dolcemente. Alla fine di quell'incontro il bambino manifestò uno dei suoi pochi desideri espressi fino a quel momento della sua vita: tornare nello studio dello psichiatra per potere giocare di nuovo con il cane. Come spiega bene Levinson, e come scrive anche nell'articolo The dog as co-therapist (dove tra l'altro utilizzò per la prima volta l'espressione pet therapy) il bambino, nel tempo, continuò a giocare con Jingles e questo permise allo psichiatra di inserirsi nel gioco, creando così un rapporto con il suo piccolo paziente. La presenza di un animale permetteva al bambino di esprimere le proprie difficoltà in modo indiretto senza essere intimorito dal rapporto diretto con Levinson.
Dopo questo evento lo psichiatra sviluppò la teoria della pet oriented child psychotherapy, basata sull'idea che il bambino si identificasse frequentemente con l'animale, il quale diventa un sostegno grazie al quale il paziente riesce a parlare più tranquillamente della sua vita e delle sue inquietudini.
Levinson constatò che prendersi cura di un animale può calmare l'ansia, può trasmettere calore affettivo e aiutare a superare lo stress e la depressione.
Inoltre è stato studiato e confermato da numerose ricerche scientificamente fondate, pubblicate da riviste mediche tra le più accreditate («JAMA», «British Journal of the Royal Society of Medicine», «American Journal of Cardiology», «Journal of Nervousch&Mental») che il rapporto con gli animali può portare a: un aumento del tasso di sopravvivenza nei pazienti ricoverati con disturbi cardiaci; abbassamento della pressione sanguigna e della frequenza delle pulsazioni; calo dei valori del colesterolo nei pazienti di sesso maschile; riduzione nella percezione di problemi di salute minori e miglioramento della qualità della vita; decrescita delle spese per i farmaci; riduzione delle sensazioni di solitudine, depressione e paura; aumento dell'autostima, in modo particolare nei bambini; miglioramento dell'integrazione sociale dei bambini a scuola, degli anziani e delle persone con problemi fisici. Le terapie assistite con gli animali si configurano come trattamenti efficaci per i disturbi mentali e del comportamento, inclusi la depressione, la schizofrenia e le dipendenze. La TAA apporta benefici anche su pazienti anziani con diagnosi di morbo di Alzheimer determinando miglioramenti nei livelli di umore, nelle funzioni cognitive, rispetto a pazienti trattati con la ROT.

##### Effetti terapeutici nel disturbo dello spettro autistico
La recente letteratura documenta numerosi benefici fisici, emotivi e cognitivi ascrivibili all'interazione con gli animali negli individui con Disturbo dello spettro autistico.
La compagnia, l'amore incondizionato e l'effetto calmante possono mitigare i deficit a carico dell'interazione e della comunicazione sociale presenti in bambini con autismo, e contribuire a ridurre, in associazione ad interventi comportamentali, l’impatto negativo dei comportamenti disadattivi e ripetitivi. Si tratta di condizioni che favoriscono lo sviluppo emotivo, cognitivo e sociale, perché forniscono una base che aiuta la persona a esplorare con fiducia l'ambiente, a cimentarsi in nuove esperienze che possano stimolare a crescere, senza essere bloccati dalla paura degli errori. L'animale, non è giudicante e permette ad una persona con cui entra in relazione, di non provare lo stress che caratterizza la quotidianità, incluso quello tipico delle relazioni familiari, sociali e professionali, dove spesso sono frequenti giudici e pregiudizi, che condizionano il comportamento e provocano ansia. Questo vale soprattutto per i bambini, che percepiscono l'adulto, soprattutto in ambito scolastico ed educativo, come un'autorità a cui rendere conto, che impartisce ordini, assegna compiti, e tende a sottolineare gli errori commessi.
Non sempre questo tipo di asimmetria favorisce la creatività e la sicurezza del bambino, anzi può generare ansia e inibizione per i feedback a cui il bambino è esposto, relativamente al suo comportamento e alle sue prestazioni cognitive. Soprattutto in ambito scolastico il bambino è sottoposto a regole, segue attività strutturate, è chiamato ad assimilare contenuti che non ha scelto liberamente, adeguandosi ai tempi dell'insegnante o del resto della classe, e viene valutato soprattutto dal punto di vista cognitivo e motorio, piuttosto che affettivo. Invece l'animale esprime affetto e riconoscenza. Interagire con un animale accarezzandolo, giocandoci insieme, coccolandolo, portandolo a spasso, genera una sensazione di benessere generale. Sollecitare un comportamento di cura e di attenzione impegna le risorse della persona in maniera costruttiva. Gli animali hanno il potere di compensare nei bambini con autismo i deficit tipici della sintomatologia del disturbo, stimolandoli a livello visivo, tattile, uditivo. Nelle sessioni terapeutiche i bambini con autismo sembrano interagire maggiormente con l'animale piuttosto che con il terapista e mostrano un interesse naturale verso l'animale, in gran parte promosso da una maggiore capacità di interpretarne il comportamento si mostrano inoltre maggiormente predisposti all'interazione sociale con persone familiari grazie alla presenza dell'animale.
Gli animali maggiormente utilizzati per l trattamento di bambini con ASD sono il cane, il cavallo e il gatto. Per quanto riguarda il cane è stato visto che nel caso di bambini autistici ospedalizzati nella condizione sperimentale in cui dovevano trascorrere 10 minuti con un cane, i bambini mettevano in atto più comportamenti sociali e di comunicazione, più vocalizzazioni positive e un alto tasso di espressioni facciali positive. L'interazione con l'animale, in questo caso, allevia le emozioni negative legate all'ospedalizzazione.
Un altro esperimento interessante che riguarda bambini con questo tipo di disturbo, è stato svolto all'interno di scuole di educazione speciale. I bambini vennero divisi in due gruppi in cui il primo gruppo svolgeva due sessioni a settimana per 4 mesi, con un cane, durante la prima parte dell'anno scolastico mentre il secondo gruppo svolgeva lo stesso compito durante la seconda metà dell'anno scolastico. Gli studiosi si sono concentrati maggiormente su come l'interazione con il cane posso apportare variazioni alla capacità di adattamento, all'ansia e alla gravità dei sintomi dell'ASD. I risultati hanno dimostrato che per entrambi i gruppi c'è stato un aumento delle abilità adattive sociali e comunicative che hanno mantenuto gli stessi livelli anche dopo la sospensione dell'intervento mentre per quanto riguarda l'ansia sono stati registrati livelli più alti nel primo gruppo perché con l'inizio dell'anno scolastico si è sottoposti a più cambiamenti e situazioni nuove. Non ci sono stati cambiamenti significativi, invece, sulla gravità dei sintomi del disturbo.
Una nuova alternativa interessante e oggetto di studio prevede l’interazione terapeutica tra gatto e bambini con disturbo dello spettro autistico. I gatti domestici sono una specie nota per il loro temperamento calmo e tranquillo, inoltre molti genitori percepiscono un effetto calmante del gatto sui loro figli. I bambini con ASD presentano comunemente problemi di ipo e/o iper-sensorialità sonora e i cani possono essere animali da compagnia rumorosi o troppo giocosi e possono così aumentare la sensibilità ambientale del bambino e portare ad ulteriori problemi comportamentali. La capacità del gatto di utilizzare la lettiera, la mancanza di necessità di passeggiate quotidiane e la flessibilità negli spostamenti può diminuire la fatica dei genitori. Attraverso uno studio esplorativo è stato possibile effettuare un primo studio controllato randomizzato sull’adozione del gatto da parte di famiglie con bambini con autismo. Il gatto scelto per l’adozione è stato precedentemente sottoposto al Feline temperament profile per identificarne un temperamento calmo e tranquillo e i partecipanti sono stati divisi in due gruppi: un gruppo di trattamento, in cui le famiglie hanno adottato un gatto e sono state seguite per 18 settimane e un gruppo di controllo, in cui le famiglie sono state seguite per 18 settimane senza intervento e poi sono passate al trattamento. I sondaggi hanno misurato gli effetti positivi sulle abilità sociali, ansia da separazione e comportamenti problematici. Dopo l'intervento, è stata osservata nei bambini maggiore empatia, comunicazione, cooperazione, responsabilità e autocontrollo; l'ansia da separazione e i comportamenti problematici (esternalizzazione, bullismo, iperattività e disattenzione) risultano ridotti. I limiti di questo studio sono legati al reclutamento dei soggetti, in quanto solo undici famiglie hanno accettato di partecipare e al pregiudizio dei partecipanti, in quanto è stata permessa la partecipazione di famiglie che avevano già posseduto un gatto in precedenza.
La letteratura in merito agli effetti dell'ippoterapia (terapia equina) è cresciuta molto negli ultimi anni e al giorno d’oggi può essere definita come un intervento alternativo multimodale che prevede l’interazione con un cavallo per migliorare i problemi diagnostici di base del disturbo dello spettro autistico e delle relative comorbidità. La terapia equina prevede due tipologie di attività: attività montate, completate in presenza del cavallo e che prevedono l’ippoterapia e l’equitazione terapeutica; e attività non montate, finalizzate alla cura e toelettatura del cavallo. L'ippoterapia si basa sulla manipolazione mirata del movimento equino al fine di coinvolgere i sistemi sensoriali, neuromotori e cognitivi per ottenere risultati funzionali. L’equitazione terapeutica prevede l’insegnamento di diverse abilità di equitazione al fine di promuovere il benessere fisico, cognitivo, emotivo e sociale. Attraverso una revisione sistematica, vengono riportati diversi studi che valutano gli effetti positivi di questi interventi equini nei bambini con disturbo dello spettro autistico, in particolare sulle abilità di comunicazione, abilità comportamentali, abilità sensoriali, abilità motorie e abilità cognitive. Più di uno studio ha osservato effetti positivi sulla cognizione sociale, sulla socializzazione e sul numero di parole nuove parlate; sui comportamenti stereotipati, sull’irritabilità, iperattività e sulla capacità generale di regolare gli stati d’animo; sull’attenzione, sulla sensibilità sensoriale, sedentarietà e infine sulle abilità motorie grossolane e fini e sul funzionamento esecutivo. Un importante limite di questa revisione sistematica consiste nel fatto che solo quattro studi hanno valutato gli effetti a lungo termine sul soggetto.

### Prospettive genitoriali
Due studi nello specifico hanno indagato il punto di vista dei genitori riguardo agli effetti che gli animali hanno sul potenziamento di competenze sociali, relazionali, comportamentali dei propri figli con ASD. Entrambi gli studi hanno raccolto le opinioni dei genitori tramite interviste semi-strutturate, ma la differenza è che in uno studio si indagava la dinamica della relazione tra i bambini e il proprio cane domestico, mentre nell’altro studio si trattava di cogliere le prospettive genitoriali riguardo ad una TAA.
Nel primo studio, sono state intervistate 11 madri di 13 bambini tra i 5 e i 12 anni con differenti livelli di ASD. Questo studio indaga la dinamica della relazione tra il bambino e il proprio animale domestico. Nella maggior parte dei casi, l’animale domestico era un cane, ma c’erano famiglie che avevano anche un gatto o persino un cavallo in quanto vivevano in campagna. Di queste 11 famiglie, 5 avevano acquistato il cane come supporto per il bambino, e 6 l’avevano acquistato per semplice “amore per i cani”.
Il secondo studio raccoglie invece le opinioni di 17 genitori che avevano partecipato insieme ai figli ad una terapia con i cani. La terapia era strutturata in una sessione di un’ora a settimana, per 5 settimane, e le attività che i bambini dovevano compiere insieme ai cani erano spazzolarli, nutrirli, portarli a spasso, giocare a prenderli, fare un percorso a ostacoli.
I risultati emersi da questi due studi possono essere raccolti in queste 5 macro-aree:
- Amore e compagnia: le relazioni con i cani vengono descritte come relazioni d’amore, in grado di dare conforto e compagnia. I bambini percepiscono l’animale come una persona: per alcuni si tratta di un fratello, per altri di un amico, per altri è un figlio.
- Percezione della proprietà: soprattutto per quanto riguarda quelle famiglie che vivono con un cane, i genitori dichiarano che la proprietà dell’animale è associata ad un maggiore senso di responsabilità da parte dei bambini. Inoltre, i cani aumentano il senso del controllo, in quanto rispondono agli ordini che i bambini gli danno.
- Conforto e influenza calmante: le esperienze sensoriali che i bambini sperimentano con i cani (toccare il pelo, accarezzarlo, sentirli abbaiare) sono in grado di infondere calma e conforto, soprattutto in quelle situazioni stressanti che spesso i bambini con ASD si trovano a vivere.
- Comprensione del mondo: i cani sono un “rompighiaccio sociale”, perché spesso capita che i bambini con ASD interagiscano con persone che a loro volta hanno un cane, per esempio chiedendogli come si chiama oppure giocandoci insieme. I cani aiutano inoltre a sviluppare l’empatia perché richiedono l’interpretazione di comportamenti non verbali. I cani insegnano anche cosa vuol dire prendersi cura di un essere vivente, oltre che i concetti di morte e perdita. In molti casi, infatti, la perdita di un cane insegna a gestire anche le perdite dei propri familiari.
- Esperienze impegnative: per esperienze impegnative si intendono tutti quei casi in cui, invece, il rapporto con il cane non è stato facile da gestire. Questo aspetto è evidenziato da tutti quei genitori che spesso hanno dovuto mediare il rapporto cane-bambino, perché spesso capitava che i bambini reagissero alla frustrazione strattonando i cani oppure tirandogli il pelo, e questo ha comportato un sovraccarico emotivo.

I limiti di questi studi sono diversi. Per quanto riguarda quelle famiglie che convivevano con un animale domestico, si consideri che i risultati non sono stati confrontati con un gruppo di controllo e che i bambini non avevano tutti lo stesso livello di ASD. Inoltre, i cani erano appunto cani domestici e non addestrati alla terapia. Per quanto riguarda, invece, lo studio che raccoglie le opinioni dei genitori sugli IAA, è probabile che la descrizione in termini positivi degli esiti della terapia sia stata guidata da un pregiudizio positivo in quanto i genitori erano tutti volontari e avevano tutti esperienze precedenti di convivenza con i cani. Le stesse opinioni positive possono esser state la conseguenza di un “effetto novità”, che era la terapia stessa.
Per gli studi futuri, i ricercatori suggeriscono di prendere in considerazione anche i punti di vista dei bambini e di valutare se la qualità della relazione genitore-bambino possa avere un’influenza sull’esito della terapia con gli animali.

## Le équipe coinvolte
Nella pet therapy si possono prevedere le seguenti figure:
- responsabile di progetto (un professionista del campo sanitario o sociale);
- medico veterinario (valuta i requisiti comportamentali e sanitari dell'animale, l'aspetto igienico sanitario e il benessere animale);
- referente d'intervento (può essere: psicologo/psicoterapeuta, assistente sociale, educatore, infermiere/assistente sanitario, laureato in scienze motorie, insegnante, psicomotricista);
- coadiutore dell'animale (promuove la relazione uomo animale e monitora lo stato di salute e il benessere dell'animale in collaborazione con il veterinario).

## Animali coinvolti nellapet therapy
Fondamentale è individuare l'animale corretto per il singolo paziente in base alle preferenze personali, alle capacità psico-fisiche, all'analisi delle eventuali fobie specifiche, alle allergie e in base alla risposta emotiva nelle prime sedute. Per esempio nel caso si dispongano di più cani si deve definire l'abbinamento cane-paziente tenendo conto della taglia del cane, dell'indole, del tipo di pelo e così via.
Viene evidenziata la necessità di utilizzare animali detti da affezione e non animali selvatici perché come stabilito dalla Dichiarazione universale dei diritti dell'animale quest'ultimi si sono evoluti in ambienti naturali e non antropici come quelli in cui interviene la pet therapy, quindi l'utilizzo di animali non di affezione rappresenterebbe una privazione della libertà.
Nella pet therapy è possibile utilizzare anche altri animali come:

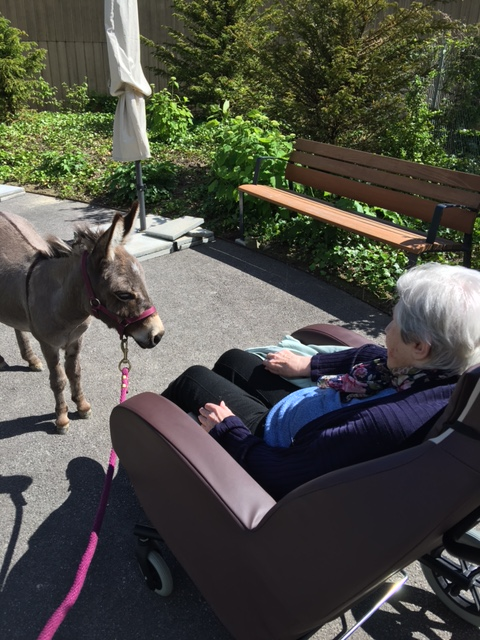
Un asinello che aiuta l'uomo sulla sedia con la sua semplice presenza ed energia

- cane: è l'animale più comunemente usato, grazie al suo temperamento sociale stimola i pazienti all'interazione, offre loro compagnia e li invita al gioco[28]
- cavallo (ippoterapia): può essere utilizzato per la riabilitazione di bambini con disturbi del neurosviluppo, disabilità in generale, ma anche con bambini e adulti che presentano problemi psicomotori o comportamentali.
- asino (onoterapia)
- gatto: utilizzato come co-terapeuta per persone che vivono da sole, a causa di patologie o dell'età, e che mostrano difficoltà di spostamento, per cui il possesso di un cane, che necessita di avere maggiori interazioni, rappresenterebbe un problema.[29]
- delfino : utilizzato per il trattamento della depressione, dei disturbi che interessano la sfera emozionale e per deficit che interessano la comunicazione e l'interazione sociale dell'autismo.
- criceti e conigli: possono aiutare i bambini ad attraversare momenti difficili della crescita, che prendendosene cura trovano conforto.
- pappagallo: utilizzato specialmente nella terapia con persone anziane, può migliorare le capacità attentive e il controllo motorio.[30]

### I requisiti degli animali nella pet therapy
Gli animali che possono essere utilizzati negli interventi di pet therapy devono essere domestici, infatti non possono essere impiegati animali selvatici, per la loro scarsa o nulla capacità di relazione spontanea all’uomo. La condizione idonea dell’animale viene valutata dal veterinario dell’équipe insieme al responsabile di progetto. Ai sensi del DM 26/11/2009 non è consentito impiegare animali che provengono da situazioni di abbandono e/o maltrattamento a meno che non seguano un percorso di rieducazione e socializzazione. Non possono essere utilizzate tecniche di addestramento non rispettose della dignità e del benessere fisico e psicologico dell'animale, nell'équipe è quindi prevista anche la presenza dell'etologo e del veterinario. Gli esemplari devono essere adulti e le femmine non possono essere in stato di gravidanza o allattamento (in conformità a quanto previsto dal regolamento (CE) n.1/2005).

### Requisiti sanitari e comportamentali
L'équipe medica ha il compito di effettuare una valutazione sanitaria. A seguito dell'idoneità che dovrà essere costantemente monitorata, allo scopo di interrompere il trattamento non appena si manifestino alterazioni organiche o comportamentali. Per ogni animale il medico veterinario predispone una cartella clinica riportante il segnalamento dell'animale, l’anamnesi, lo stato sanitario, le profilassi seguite e le eventuali terapie. In base alle situazioni di rischio per il paziente, il medico veterinario valuterà ulteriori controlli clinico-diagnostici sull'animale.
È importante che l'animale venga preventivamente sottoposto a un controllo di tipo comportamentale da parte del medico veterinario dell'équipe. L'idoneità viene garantita solamente nel caso in cui l'animale non presenta patologie comportamentali e che abbia le caratteristiche di socievolezza, capacità relazionale e docilità. Il percorso di addestramento ed educativo specifico per acquisire le abilità e le competenze è necessario per migliorare la pro-socialità, collaborazione con il coadiutore e la motivazione all'attività. Tutto questo deve avvenire nel rispetto del benessere dell'animale (Articolo 7 della Convenzione Europea per la protezione degli animali da compagnia ratificata con la legge n. 201/2010). Nelle cartelle cliniche devono essere riportati gli esiti delle valutazioni comportamentali delle sedute. Gli animali devono essere esenti da patologie comportamentali, essere docili e socievoli e le valutazioni effettuate durante le sedute devono essere riportate nella cartella clinica.
Va inoltre tenuto presente che alcuni animali particolarmente efficaci nella pet therapy, come i pappagalli parlanti, sono molto impegnativi ed esigono a loro volta, spazi adeguati, cure e una costante compagnia da parte degli uomini.

## Nella cultura di massa

### Cinema
- L'uomo che sussurrava ai cavalli di Robert Redford (1998)
- Pet therapy - un cane per amico di George LaVoo (2009)
- Marshall: un cane per amico di Jay Kanzler (2015)[32]
- A spasso con Bob di Roger Spottiswoode (2016)
- Qua la zampa (A dog Purpose) di Lasse Hallstrom (2017)
- Qua la zampa 2 (A dog's Journey) di Gail Mancuso (2019)

## Formazione in Italia
In Italia nel 2009 il ministero della salute, per promuovere la ricerca, la standardizzare dei protocolli operativi e potenziare le collaborazioni fra medicina umana e veterinaria, ha istituito il centro di referenza nazionale per gli interventi assistiti con gli animali, al fine di stilare le linee guida nazionali per gli interventi assistiti con gli animali (IAA).
Nel 2015 attraverso l'accordo, ai sensi degli articoli 2, comma 1, lettera b) e 4, comma 1 del decreto legislativo 28 agosto 1997, n.281 tra il governo, le regioni e le provincie autonome di Trento e Bolzano, venne emanato un documento sulle "linee guida nazionali per gli interventi assistiti con gli animali (IAA)".
Le figure professionali coinvolte devono avere una preparazione specifica per quanto riguarda le caratteristiche generali degli animali coinvolti nella pet therapy, come la possibilità di zoonosi e l'etologia degli animali a disposizione. L'intervento degli enti pubblici, quali università e gli enti sanitari regionali, costituiscono oggigiorno l'unico modo per permettere una formazione il più possibile uniforme e accessibile dal punto di vista economico.
Uno dei motivi principali per il quale l'uomo ha incominciato a utilizzare il quadrupede per lavorare nel sociale è proprio per il fatto che suscita sentimenti positivi, la tenerezza, l'amore e rassicura l'individuo soprattutto se bambino.
Nel 2006 è stata fondata la Società internazionale per le terapie assistite con animali (ISAAT) per controllare lo sviluppo della pet therapy. Questa si prefigge i seguenti scopi:
- controllo qualitativo delle istituzioni pubbliche e private che offrono una formazione nel campo della pet therapy e nelle attività assistite con gli animali;
- riconoscimento ufficiale di: terapia assistita con animali, pedagogia assistita con animali, attività professionali assistite con animali;
- promuovere il riconoscimento ufficiale degli operatori che portino a termine programmi di formazione in istituzioni accreditate;

Inoltre il compito dell'ISAAT è quello di verificare che le istituzioni e i programmi di formazione in TAA/EAA/AAA possiedano gli standard riguardo a: requisiti di ammissione, qualifica dei docenti, adeguatezza del corso in tutti i suoi aspetti (contenuti interdisciplinari, teoria e attività pratica, numero di ore richieste), requisiti della relazione finale, norme per la verifica, esami da espletare per potere conseguire il diploma finale.
Il 25 marzo 2015 la Conferenza Stato-Regioni ha approvato l'Accordo e le Linee Guida in materia di interventi assistiti con gli animali che stabiliscono regole omogenee sul territorio nazionale e definiscono gli standard di qualità per la corretta applicazione di queste co-terapie.
Le Linee Guida hanno lo scopo di armonizzare l'attività degli operatori che svolgono questo tipo di interventi e di garantire la tutela sia delle persone sia degli animali impiegati.
Gli IAA hanno valenza terapeutica, riabilitativa, educativa e ludico-ricreativa e comprendono:
- le Terapie Assistite con gli Animali (TAA), finalizzate alla cura di disturbi della sfera fisica, neuro e psicomotoria, cognitiva, emotiva e relazionale. Le TAA si prefiggono di raggiungere obiettivi specifici nelle sfere sopraindicate delle persone (fisica, sociali, emotive e cognitive) con la presenza di un professionista con esperienza specifica nel campo, nell'ambito della propria professione.[34] Queste tipo di attività sono quelle più mirate delle tre, perché richiedono un intervento progettuale personalizzato per ogni singolo paziente, possono essere svolte individualmente o in gruppo e vanno costantemente valutati e documentati. I suoi ambiti di applicazione principali sono: case di riposo o centri diurni per anziani, centri diurni e/o residenziali per persone disabili o affette da patologie psichiatriche, ospedali pediatrici, istituti riabilitativi e educativi, integrazione ai programmi di supporto psicologico o psicoterapeutico.[35] In modo particolare nei centri per anziani l’interazione con gli animali, specialmente con i cani, incide sul paziente in maniera positiva sugli aspetti sociali, motori e sul loro stato d’animo; nei centri diurni per persone disabili il contatto e il gioco con un animale creano effetti confortanti, di benessere e serenità, il paziente si sente meno isolato instaurando un rapporto di fiducia con l’animale; negli ospedali pediatrici i contatti con gli animali rilassano e tranquillizzano i bambini durante la loro degenza migliorandone la qualità della vita.[36]
- l'Educazione Assistita con Animali (EAA), finalizzata a promuovere, attivare e sostenere le risorse e le potenzialità di crescita, relazione e inserimento sociale delle persone in difficoltà. Principalmente sono attività di tipo educativo e/o ludico-ricreativo effettuati, per l'appunto, con l'aiuto degli animali. A differenza delle AAA (punto successivo) le EAA hanno obiettivi specifici proposti da educatori e/o insegnanti in collaborazione con i conduttori e professionisti del benessere dell'animale. La differenza principale con le AAA sta nell'utenza: queste infatti sono principalmente rivolte a bambini e ragazzi in età scolare e prescolare. I suoi ambiti di applicazione principali sono: istituti scolastici, centri di aggregazione giovanile, ludoteche, centri socioeducativi, centri di aggregazione per bambini e adolescenti.[37] In questi ambienti il rapporto con gli animali aiuta i partecipanti stimolando la comunicazione a potenziare le capacità espressive, migliorando l’empatia, il senso di responsabilità e il rendimento scolastico.[38]
- le Attività Assistite con gli Animali (AAA), finalizzate al miglioramento della qualità della vita e della corretta interazione uomo-animale. Le AAA non necessariamente devono essere legati a una terapia e non vengono dunque influenzati dalle condizioni mediche del paziente. È tuttavia preferibile che prima di essere messi in atto, vengano sottoposte a una fase progettuale e organizzativa che tenga conto delle esigenze dell'utente. Generalmente, quindi, le AAA vengono proposte a piccoli gruppi di utenza, in strutture di vario genere e senza l'attivazione di richieste specifiche. Dato l'intervento molto generalizzabile e adattabile a varie tipologie di utenza, i suoi campi di applicazione possono essere: case di riposo, centri diurni per anziani, ospedali pediatrici, centri socioeducativi e riabilitativi diurni e/o residenziali, carceri e comunità per minori.[39]

Il 26 maggio 2016 il Ministero della salute ha emanato una nota esplicativa per il riconoscimento della formazione pregressa degli operatori.
In Italia siamo a uno passo superiore: a luglio del 2015, infatti, sono state approvate le Linee Guida in materia di interventi assistiti con gli animali (IAA). L'Italia si contraddistingue come primo Paese al mondo ad avere stabilito una norma di riferimento nel contesto della mediazione uomo-animale.
I documenti approvati stabiliscono regole omogenee sul territorio nazionale, definiscono gli standard di qualità per la corretta applicazione degli IAA e obbligano le organizzazioni alla pubblicazione annuale di dati riguardanti metodiche e risultati.
Hanno inoltre lo scopo di armonizzare tali metodiche, garantire la tutela sia delle persone sia degli animali coinvolti e favorirne la corretta interrelazione.
Tra il conduttore e il cane serve complicità ma contemporaneamente serve complicità e armonia anche tra conduttore e operatore. L'AIUCA si occupa della formazione tra conduttore e animale dal 1998 assieme alla Delta Society che ha invece incominciato questo percorso nel 1990. Queste organizzazioni considerano i Progetti Assistiti degli Animali come un'arte che quindi va studiata e programmata assieme ad altri esperti del settore.
Boris Levinson, neuropsichiatra infantile, è stato il rivelatore e diffusore di questi Progetti Assistiti scoprendo per caso il beneficio portato da un cane a un bambino affetto da autismo con cui il medico stava lavorando.